# Крутнев (Тернопольская область)
Крутнев (укр. Крутнів) — село в Лопушненской сельской общине Кременецкого района Тернопольской области Украины.
Код КОАТУУ — 6123484403. Население по переписи 2001 года составляло 626 человек.

## Географическое положение
Село Крутнев находится на левом берегу реки Иква,
выше по течению на расстоянии в 2 км расположено село Поповцы,
ниже по течению на расстоянии в 2,5 км расположено село Лосятин,
на противоположном берегу — село Дудин.
Рядом проходит автомобильная дорога Т-2013.

## История
- 1483 год — дата основания.

## Объекты социальной сферы
- Школа I ст.
- Клуб.
- Фельдшерско-акушерский пункт.

## Достопримечательности
- Братская могила советских воинов.